# Martina Trchová (album)
Martina Trchová, častěji Maxisingl či Maxík (2003), je druhá demonahrávka české písničkářky Martiny Trchové. Obsahuje šest autorských písniček, které o dva roky později Trchová znovu nahrála na své debutové album Čerstvě natřeno (2005). Píseň Vzpoura se již objevila i na první demonahrávce Teprv se probouzím (2001).
CD vyšlo v úzké („slim“) krabičce. Obal je jednoduchý, černobílý, potisk CD je zrcadlově otočená druhá strana jednoduchého bookletu s informacemi o albu.

## Seznam písniček
1. Vzpoura
2. Bostonský ledový čaj ve čtvrtek o páté ráno
3. A ty se ptáš...
4. Proboha tě prosím
5. Chvilkový šanson
6. Křížem krážem

## Nahráli
- Martina Trchová – kytara, zpěv
- hosté
  - Karolina Skalníková – příčná flétna, zpěv
  - Žofie Kabelková – zpěv
  - Jan-Matěj Rak – kytary
  - Boris Kubíček – saxofon